# 2023-as olasz labdarúgókupa-döntő
A 2023-as olasz labdarúgókupa-döntő a 76. döntő volt a Coppa Italia történetében. Helyszíne a római Olimpiai Stadion volt, ahol a Fiorentina és az Internazionale mérkőztek meg a kupagyőzelemért. A győztes jogot szerzett a 2023–2024-es Európa-liga sorozatban való indulásra és a 2023-as olasz Szuperkupán való részvételre. A vezetést a Fiorentina csapata szerezte meg a mérkőzés 3. percében, de az Internazionale Lautaro Martínez duplájával megfordította a mérkőzést és 2–1-re nyert. Ezzel a milánói csapat 9. alkalommal hódította el a kupát.

## A csapatok
| Csapat         | Az ezt megelőző döntős szereplések évszámai, félkövérrel szedve a győztes évek                                           |
| -------------- | --- |
| Fiorentina     | 10 (1939–40, 1958, 1959–60, 1960–61, 1965–66, 1974–75, 1995–96, 1998–99, 2000–01, 2013–14)                               |
| Internazionale | 13 (1938–39, 1958–59, 1964–65, 1976–77, 1977–78, 1981–82, 1999–00, 2004–05, 2005–06, 2006–07, 2007–08, 2009–10, 2010–11) |

## Út a döntőbe
| Fiorentina    | Fiorentina                           | Forduló                          | Internazionale | Internazionale                       |
| ------------- | ------------------------------------ | -------------------------------- | -------------- | ------------------------------------ |
| Ellenfél      | Végeredmény                          | 2022–2023-as olasz labdarúgókupa | Ellenfél       | Végeredmény                          |
| Sampdoria (H) | 1–0                                  | A legjobb nyolc közé jutásért    | Parma (H)      | 2–1 (hu)                             |
| Torino (H)    | 2–1                                  | Negyeddöntő                      | Atalanta (H)   | 1–0                                  |
| Cremonese     | 2–0 (V), 0–0 (H) (2–0 összesítésben) | Elődöntő                         | Juventus       | 1–1 (V), 1–0 (H) (2–1 összesítésben) |

## A mérkőzés

### Részletek
| 2023. május 24. 21:00 (CEST) |

| Fiorentina  | 1–2               | Internazionale   |
| ----------- | ----------------- | ---------------- |
| González 3' | (1–2) Jegyzőkönyv | Martínez 29' 37' |

| Olimpiai Stadion, Róma (Olaszország) Nézőszám: 68 500 Játékvezető: Irratti (olasz) |

| Fiorentina | Internazionale |

| GK                | 1  | Pietro Terracciano    |     |     |
| RB                | 2  | Dodô                  |     | 82' |
| CB                | 28 | Lucas Martínez Quarta | 54' | 70' |
| CB                | 4  | Nikola Milenković     |     |     |
| LB                | 3  | Cristiano Biraghi (c) |     |     |
| CM                | 34 | Szofjan Amrabat       |     | 70' |
| CM                | 5  | Giacomo Bonaventura   |     |     |
| RW                | 11 | Jonathan Ikoné        |     | 60' |
| AM                | 10 | Gaetano Castrovilli   |     | 60' |
| LW                | 22 | Nicolás González      | 90' |     |
| CF                | 9  | Arthur Cabral         |     |     |
| Cserék:           |    |                       |     |     |
| GK                | 31 | Michele Cerofolini    |     |     |
| GK                | 51 | Tommaso Vannucchi     |     |     |
| DF                | 15 | Aleksa Terzić         |     | 82' |
| DF                | 16 | Luca Ranieri          |     | 70' |
| DF                | 23 | Lorenzo Venuti        |     |     |
| DF                | 98 | Igor                  |     |     |
| MF                | 8  | Riccardo Saponara     |     |     |
| MF                | 32 | Alfred Duncan         |     |     |
| MF                | 38 | Rolando Mandragora    |     | 60' |
| MF                | 42 | Alessandro Bianco     |     |     |
| MF                | 72 | Antonín Barák         |     |     |
| MF                | 77 | Josip Brekalo         |     |     |
| FW                | 7  | Luka Jović            |     | 70' |
| FW                | 33 | Riccardo Sottil       |     | 60' |
| FW                | 99 | Christian Kouamé      |     |     |
| Vezetőedző:       |    |                       |     |     |
| Vincenzo Italiano |    |                       |     |     |

| GK             | 1  | Samir Handanović (c) |     |     |
| CB             | 36 | Matteo Darmian       |     |     |
| CB             | 15 | Francesco Acerbi     |     |     |
| CB             | 95 | Alessandro Bastoni   | 53' | 58' |
| DM             | 77 | Marcelo Brozović     |     |     |
| CM             | 23 | Nicolò Barella       |     |     |
| CM             | 20 | Hakan Çalhanoğlu     |     | 83' |
| RW             | 2  | Denzel Dumfries      |     |     |
| LW             | 32 | Federico Dimarco     |     | 68' |
| CF             | 10 | Lautaro Martínez     |     | 83' |
| CF             | 9  | Edin Džeko           |     | 58' |
| Cserék:        |    |                      |     |     |
| GK             | 21 | Alex Cordaz          |     |     |
| GK             | 24 | André Onana          |     |     |
| DF             | 6  | Stefan de Vrij       |     | 58' |
| DF             | 8  | Robin Gosens         |     | 68' |
| DF             | 12 | Raoul Bellanova      |     |     |
| DF             | 33 | Danilo D'Ambrosio    |     |     |
| DF             | 37 | Milan Škriniar       |     |     |
| MF             | 5  | Roberto Gagliardini  |     | 83' |
| MF             | 14 | Kristjan Asllani     |     |     |
| MF             | 22 | Henrih Mhitarján     |     |     |
| MF             | 43 | Ebenezer Akinsanmiro |     |     |
| MF             | 50 | Aleksandar Stanković |     |     |
| FW             | 11 | Joaquín Correa       |     | 83' |
| FW             | 90 | Romelu Lukaku        |     | 58' |
| Vezetőedző:    |    |                      |     |     |
| Simone Inzaghi |    |                      |     |     |

| A mérkőzés embere: Lautaro Martínez (Internazionale) Asszisztensek: Ciro Carbone Alessandro Lo Cicero Negyedik játékvezető: Michael Fabbri Tartalék játékvezető: Sergio Ranghetti Videobíró: Paolo Silvio Mazzoleni Videóbíró asszisztens: Valerio Marini | Szabályok - 90 perc játékidő. - Döntetlen esetén 30 perc hosszabbítás. - Ezt követően büntetőrúgások következnek, ha továbbra sincs döntés. - Tizenkettő cserejátékos nevezhető. - Maximum öt cserelehetőség, hosszabbítás esetén hat. |

### Statisztika
| Statisztika            | Fiorentina | Internazionale |
| ---------------------- | ---------- | -------------- |
| Lőtt gólok             | 1          | 2              |
| Kapura lövés           | 19         | 11             |
| Kaput eltaláló lövések | 6          | 4              |
| Védés                  | 2          | 5              |
| Labdabirtoklás         | 51%        | 49%            |
| Szöglet                | 8          | 4              |
| Szabálytalanság        | 9          | 11             |
| Les                    | 1          | 6              |
| Sárga lap              | 2          | 1              |
| Piros lap              | 0          | 0              |